# Pfeifstelle
Von einer Pfeifstelle spricht man, wenn in einem Funkempfänger störende und unerwünschte Signale scheinbar empfangen werden, die nicht von der Antenne kommen, sondern aus dem Demodulator des Empfängers selbst stammen.
Beim Durchdrehen der Frequenzskala eines Einseitenbandempfängers sind unmodulierte Signale als Pfeiftöne hörbar. Die Tonhöhe ergibt sich aus der Differenz der eingestellten Frequenz und der Frequenz des Signals.
Beim Durchdrehen ist also erst ein hoher Ton zu hören, der in der Frequenz immer tiefer wird bis eingestellte und empfangene Frequenz gleich sind. Dreht man in die gleiche Richtung weiter, so steigt die Tonhöhe wieder an.
Da in jedem Empfänger (von sehr einfachen Architekturen abgesehen) Oszillatoren enthalten sind, können die Oberwellen dieser Oszillatoren in den Empfangsbereich fallen und so Pfeifstellen verursachen. Sind mehrere Oszillatoren vorhanden, so können auch Mischprodukte die Pfeifstellen erzeugen. Moderne Empfänger mit Mikroprozessorsteuerung erzeugen durch die Takte von Prozessor, Anzeige, Tastaturscanner etc. immer eine Reihe unerwünschter hochfrequenter Signale, die bei unzureichender Abschirmung als Pfeifstellen in Erscheinung treten.